# Wappen von Serbien und Montenegro
Das Wappen der Bundesrepublik Jugoslawien und danach von Serbien und Montenegro wurde 1993 angenommen und löste das Wappen der Sozialistischen Föderativen Republik Jugoslawien ab. Das in moderner Gestaltung gehaltene Wappen kombinierte die Wappen Serbiens und Montenegros. Die Wappen beider Staaten führen einen doppelköpfigen Adler.

## Beschreibung
In Rot ein goldbewehrter silberner goldgezungter Doppeladler mit einem gevierten rotem Brustschild auf dem im ersten und dritten Feld das silberne Serbische Kreuz und im zweiten und dritten Feld ein laufender goldener Löwe steht.

## Unabhängigkeit
Der Staatenbund Serbien und Montenegro wurde am 3. Juni 2006 durch die Ausrufung der Unabhängigkeit Montenegros aufgelöst. Beide Staaten führen nun wieder ihre ursprünglichen Wappen.